# Klarakvarteren
Klarakvarteren eller Klara är en äldre beteckning på den del av stadsdelen Norrmalm i centrala Stockholm som tidigare utgjorde Klara församling. Klara används alltmer sällan i folkmun. Uttryck som Stockholms city och stadskärnan har tagit över. Namnet avser idag snarare nedre Norrmalm, som hade växt fram efter Klarabranden 1751, innan den omfattande modernisering som Norrmalmsregleringen innebar. Klarakvarteren förknippas även med de så kallade Klarabohemerna.

## Avgränsning
En vanlig avgränsning för Klarakvarteren är Vasagatan i väster, Kungsgatan i norr, Drottninggatan i öster och Fredsgatan i söder. Fram till och med 1988 existerade Klara församling som omfattade ett större område begränsat av Norrström, Gustav Adolfs torg, Malmtorgsgatan, Brunkebergstorg, Malmskillnadsgatan, Hamngatan, Regeringsgatan, Kungsgatan, Tunnelgatan, Olof Palmes gata och Klara sjö

## Bebyggelse

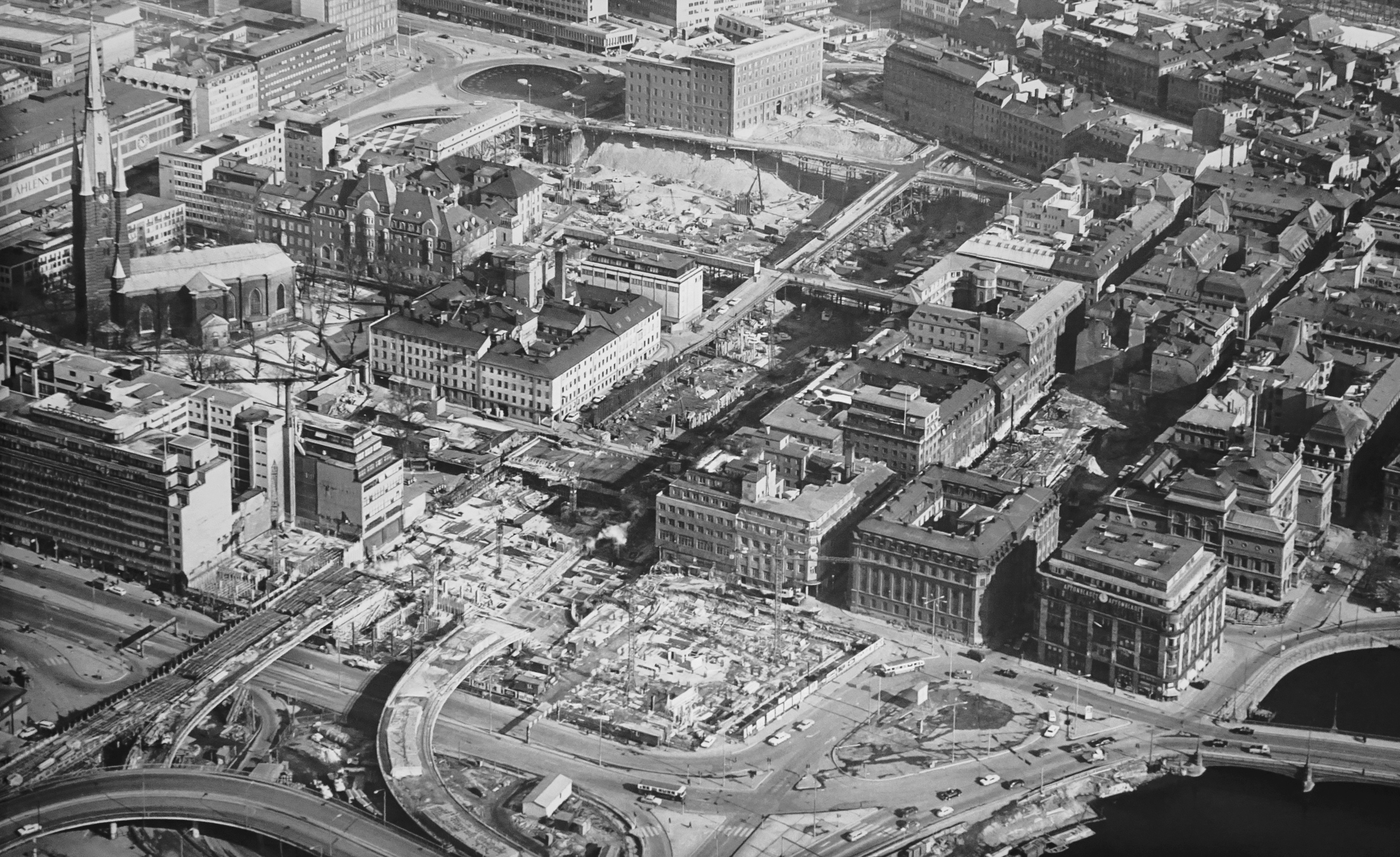
Nedre Norrmalm 1968, vy mot nordost. Till vänster syns Klara kyrka. I övre vänstra hörnet skymtar det halvfärdiga Sergels torg. I bildmitt är Klaras gamla kvarter bortrivna och byggnadsarbetena för Klaratunneln och Tegelbacken har påbörjats. Längst fram ligger kvarteret Snäckan, sedan 1971 plats för Sheraton, Stockholm.

Fram till 1960-talet låg de flesta av Stockholms dagstidningar i Klara. En anledning var närheten till järnvägen som var en viktig distributionskanal. Större delen av tidningskvarteren revs i samband med Norrmalmsregleringen.

### Äldre bevarade byggnader (urval)
- Adelcrantzka palatset, Karduansmakargatan 8
- Arvfurstens palats, här ligger Utrikesdepartementet
- Gustav Horns palats, Fredsgatan 2
- Klara gamla skola
- Klara kyrka
- Konstakademien, Fredsgatan 12
- Rosenbad
- Sagerska huset, Strömgatan
- Tändstickspalatset, Västra Trädgårdsgatan 15
- Vissa fastigheter på Gamla Brogatan och Vasagatan

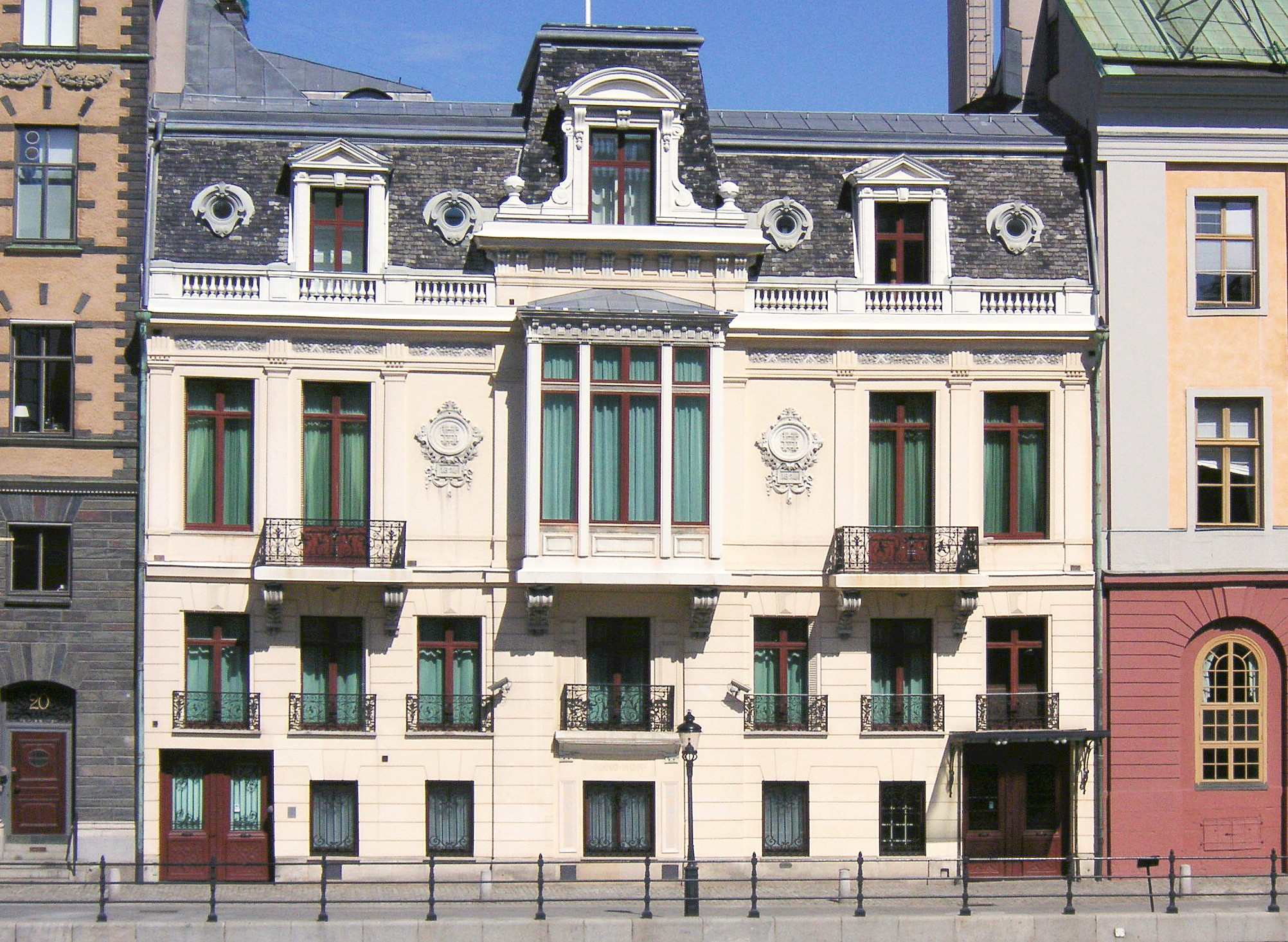
Sagerska palatset 2008.
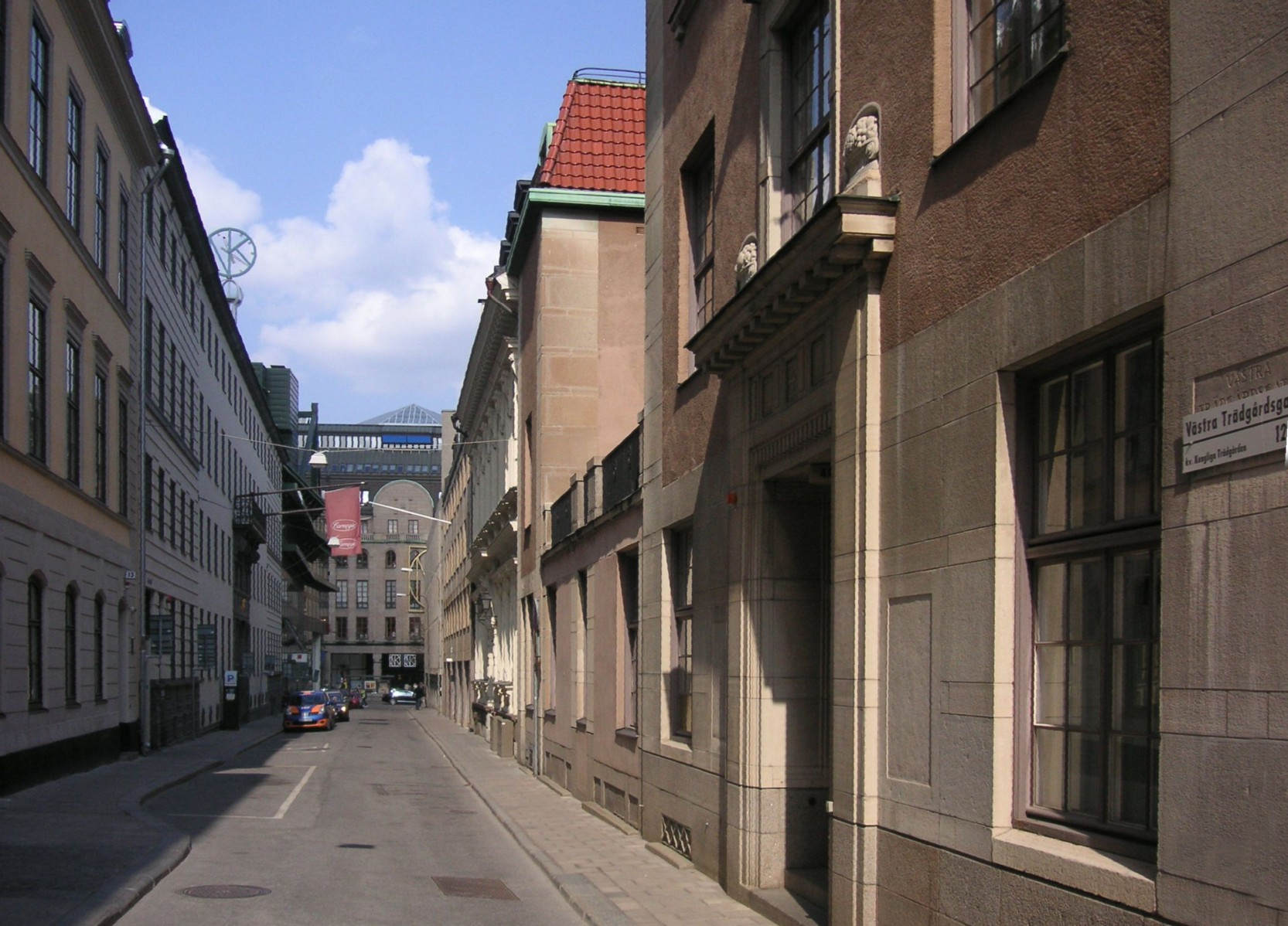
Västra trädgårdsgatan, med Tändstickspalatset till vänster.
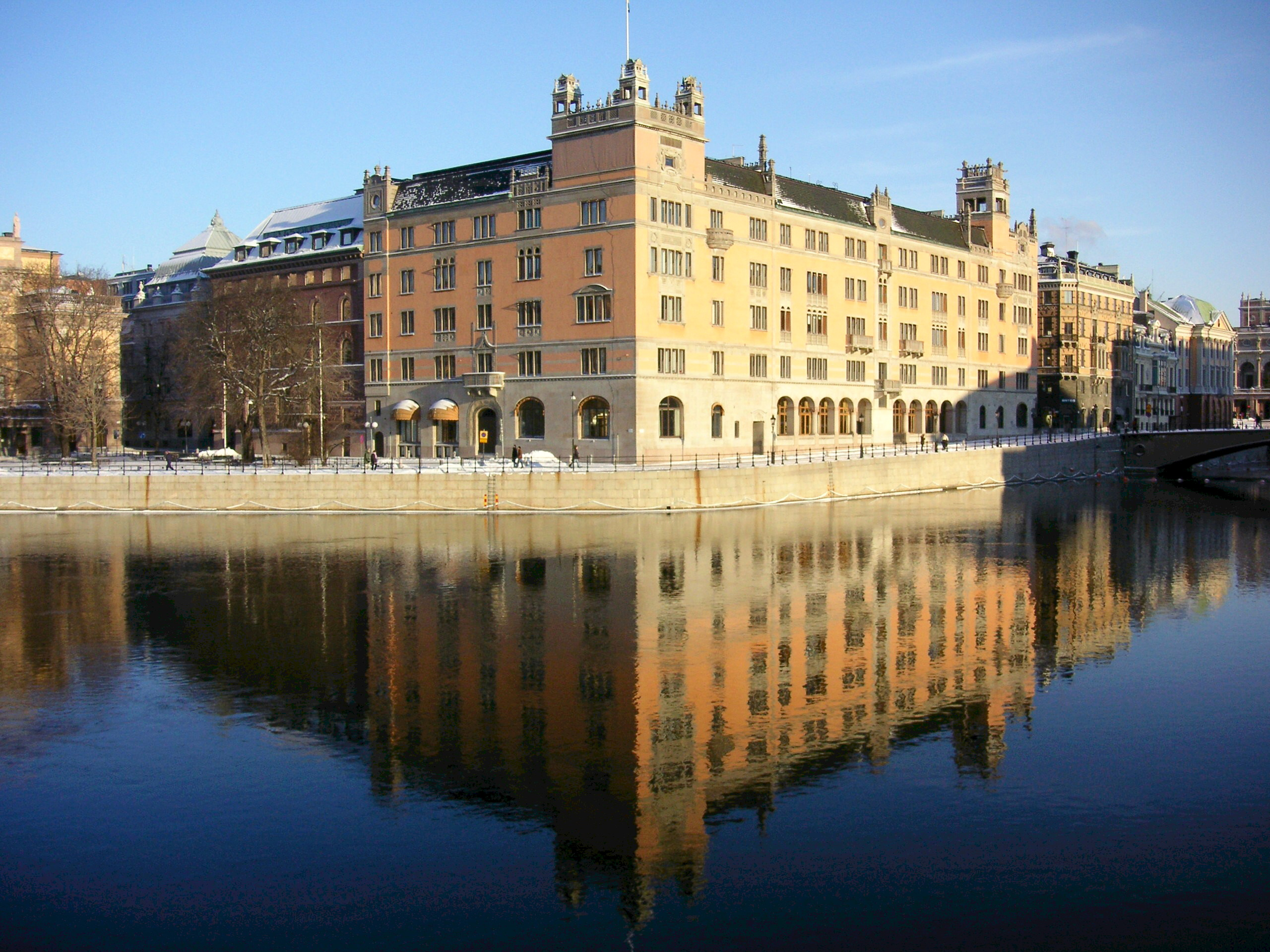
Rosenbad sett från Vasabron.
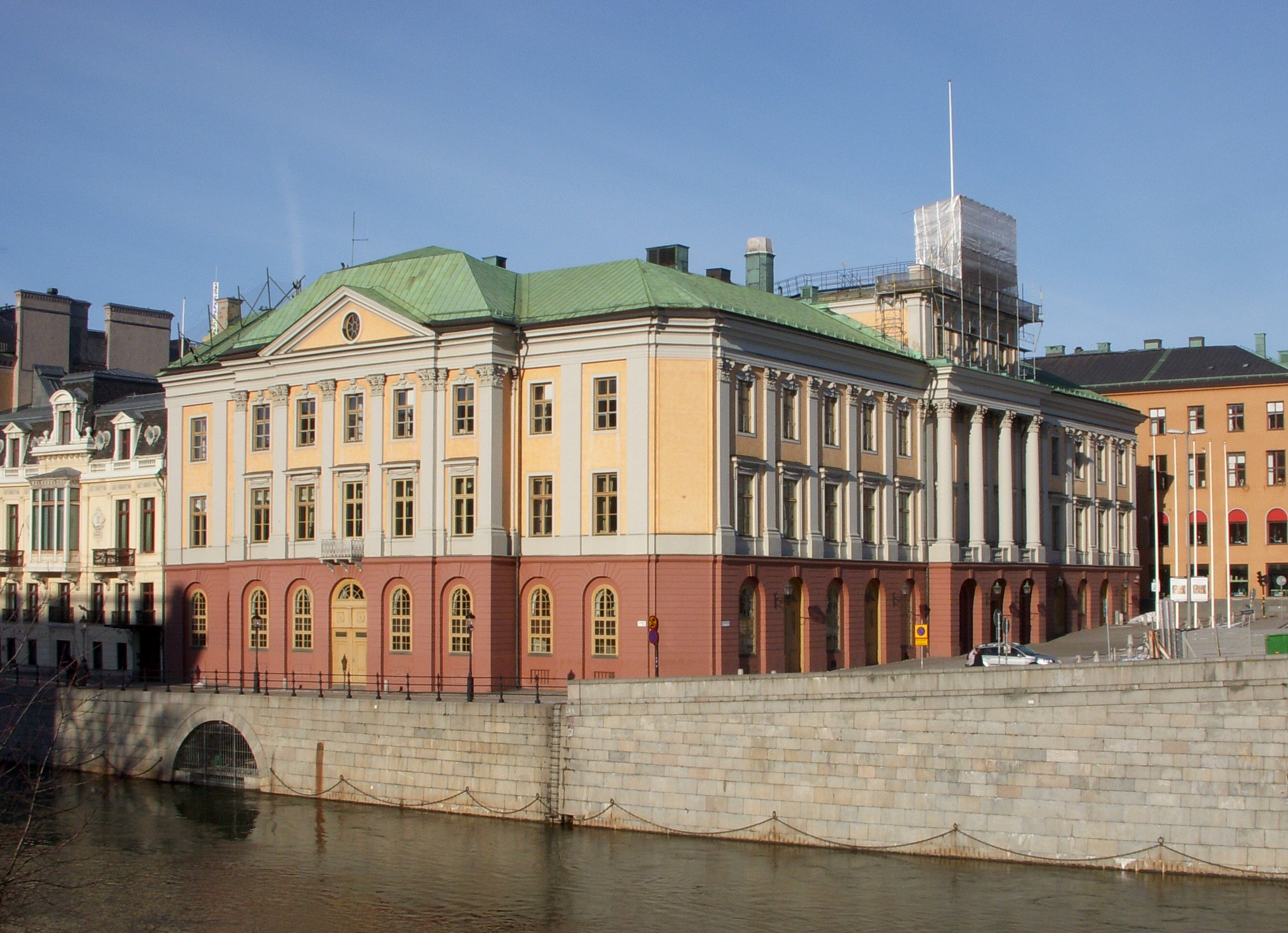
Arvfurstens palats.
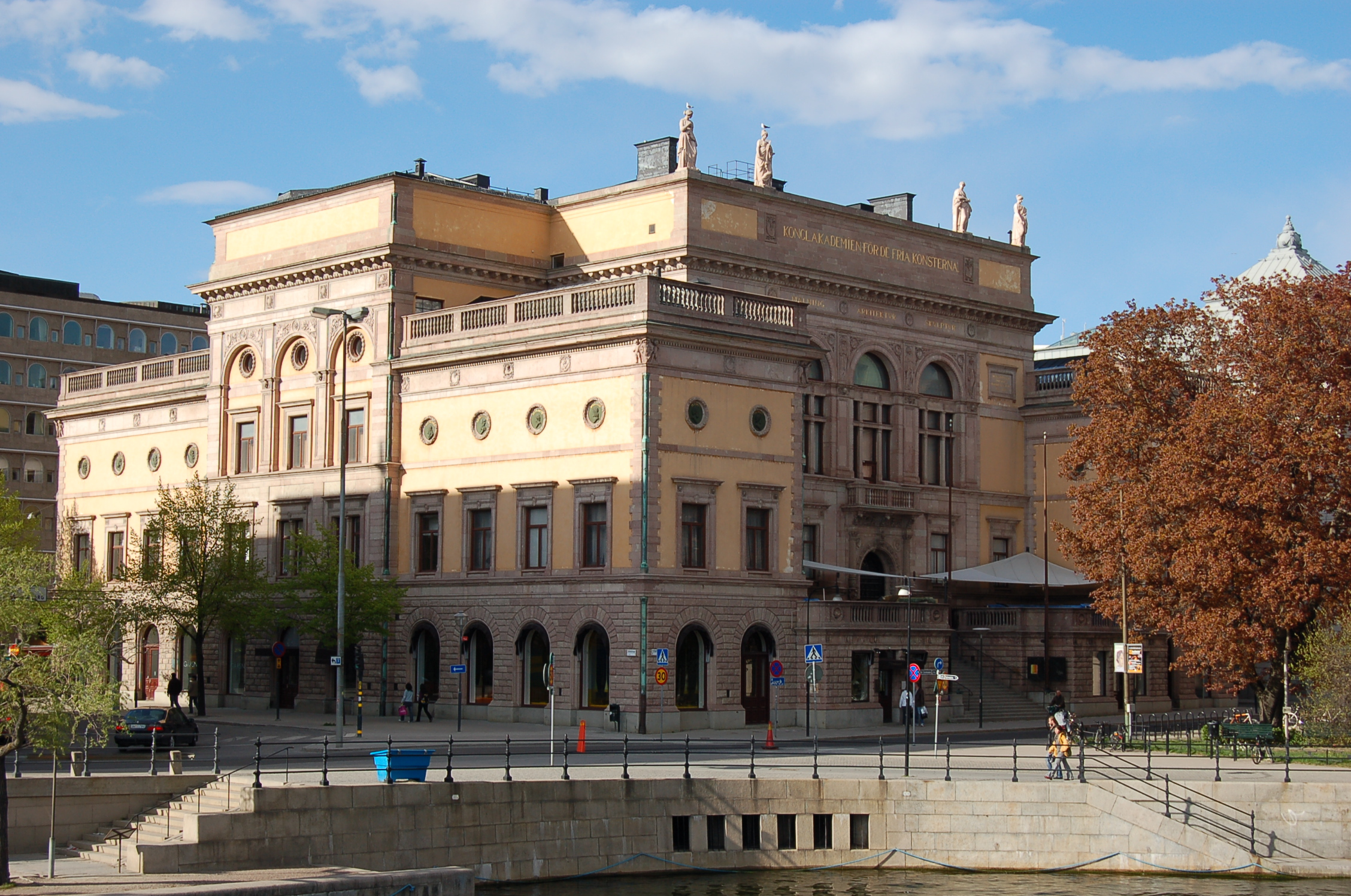
Konstakademien 2006.

### Historiska byggnader och lokaler som revs (urval)
- Hôtel de Suède, Drottninggatan/Klarabergsgatan, revs 1952
- Betlehemskyrkan, Sergelgatan, revs 1953
- Sergelhuset, Sergelgatan, revs 1953
- Hotel Continental, Vasagatan, tidigare Kirsteinska huset revs 1957
- Gamla Konstfack, Mäster Samuelsgatan, revs 1958
- Bagges sedeltryckeri, revs på 1950-talet
- Iduns tryckeri
- SWB-huset, revs 1961
- Blancheteatern, Hamngatan, revs 1965
- Missionskyrkan Valhalla, revs 1962
- Klara folkskola, revs 1964
- Wredeska Palatset, Drottninggatan 29, revs 1965-1966
- Kronprinsens stall och Tysta Mari, Tegelbacken, revs 1966
- Linderoths urfabrik, Drottninggatan 28, revs 1968
- Brunkebergs hotell, Brunkebergstorg, rivet 1969
- Sidenhuset, Hamngatan, revs 1969
- Preissiska huset, revs 1969
- Eugeniakapellet, Norra Smedjegatan, revs på 1960-talet
- Casinoteatern
- Folckerska huset, Brunkebergstorg, revs 1969-1970
- Tre remmare, Regeringsgatan, revs 1970-1971
- Gamla Hamburger Börs, Jakobsgatan, revs ca 1970
- Hantverksföreningens hus
- Centralsaluhallen, revs på 1980-talet
- Apoteket Morianen
- Restaurant W6, revs 1966

Historiska bilder
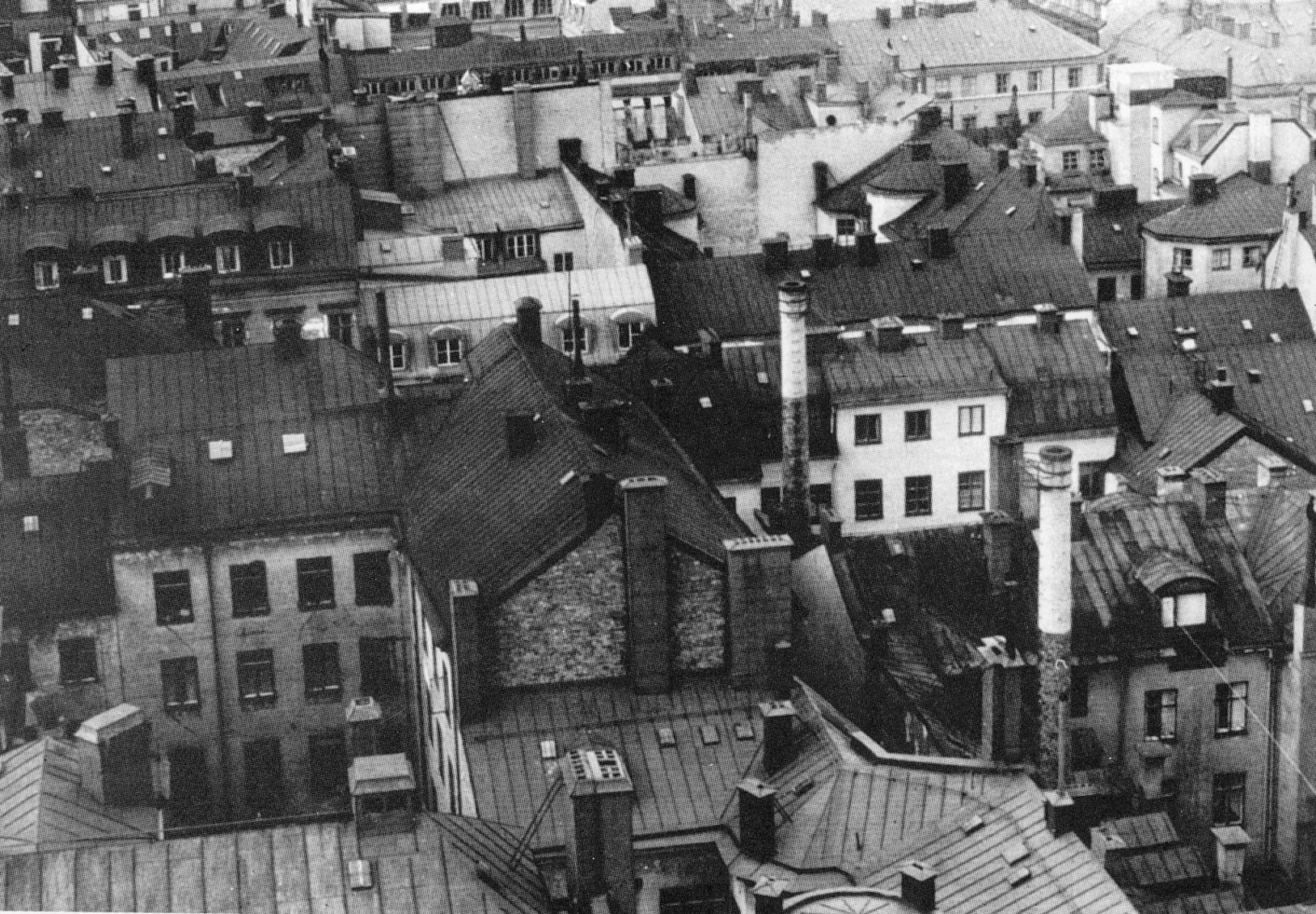
Klaras trånga stadskvarter 1930.
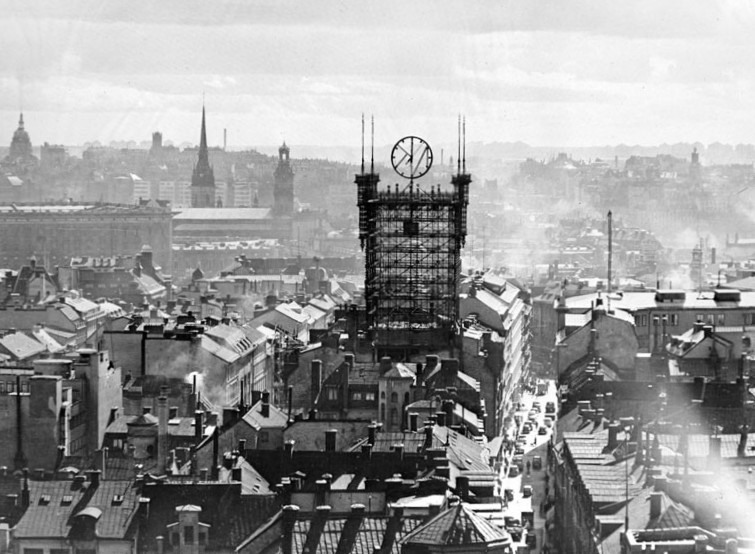
Klarakvarteren och Telefontornet ca 1950.
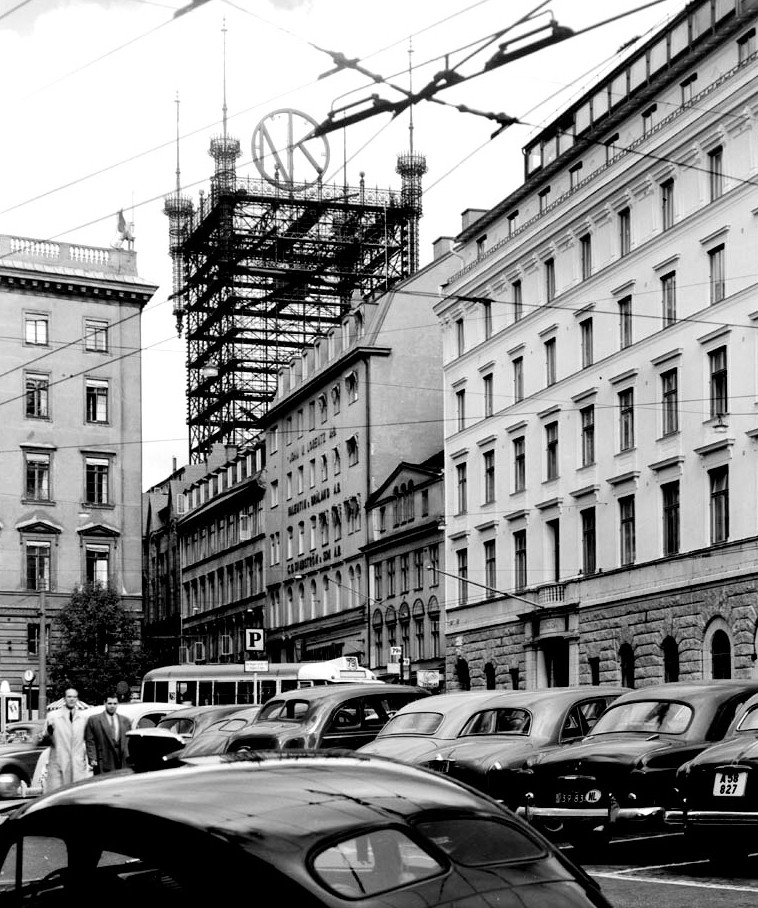
Brunkebergstorg och Telefontornet 1952, ett par år innan eldsvådan.
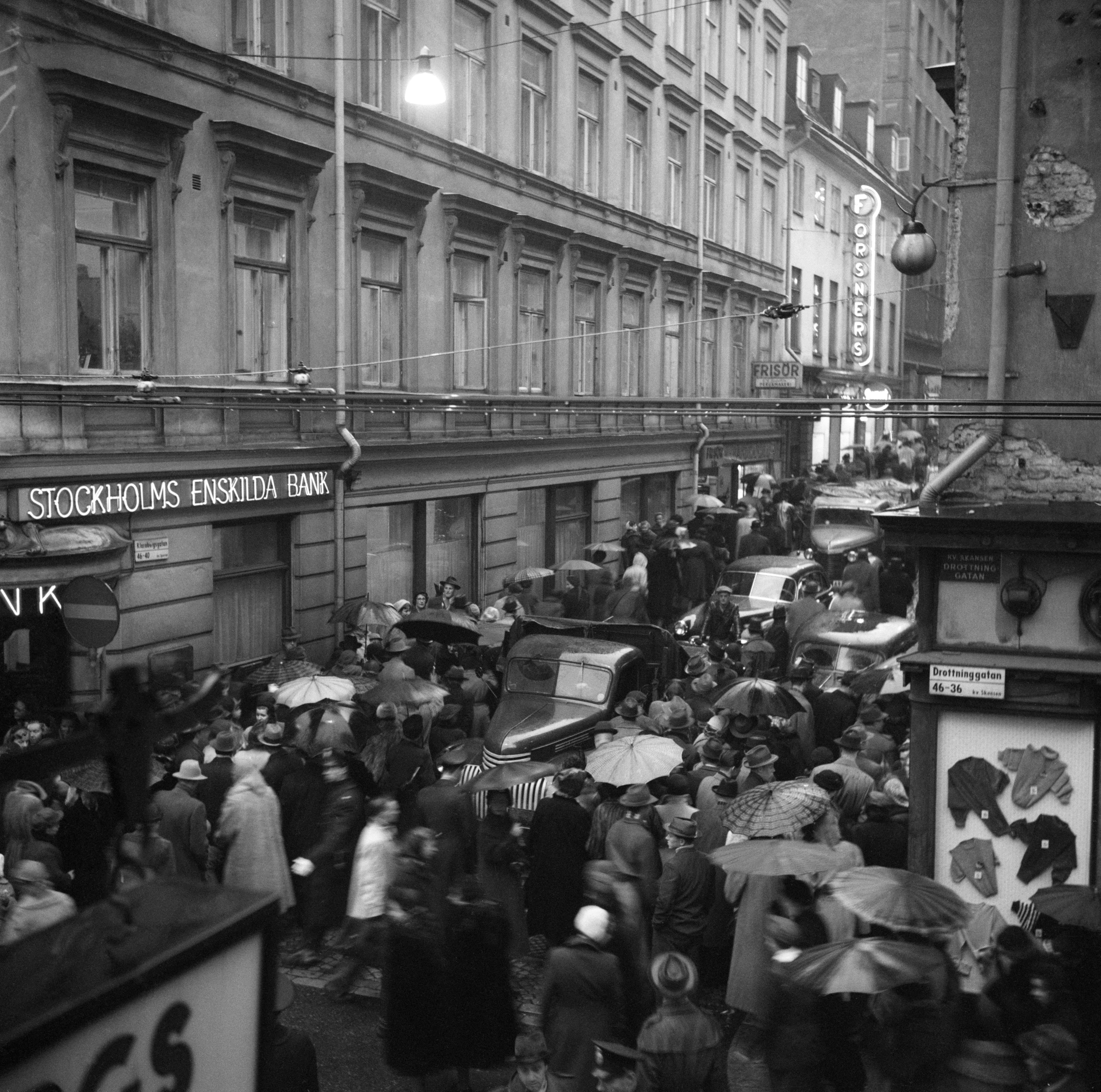
Rusningstrafik vid hörnet Drottninggatan - Klarabergsgatan, 1952.
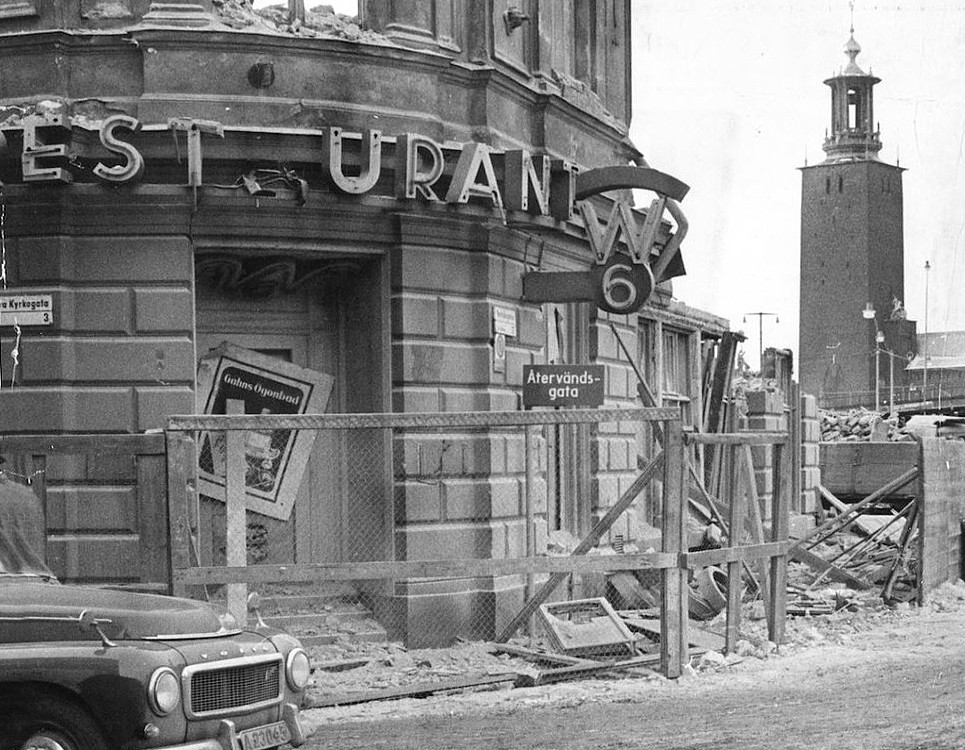
Här rivs Restaurant W6, 1966.

### Tidningskvarteren

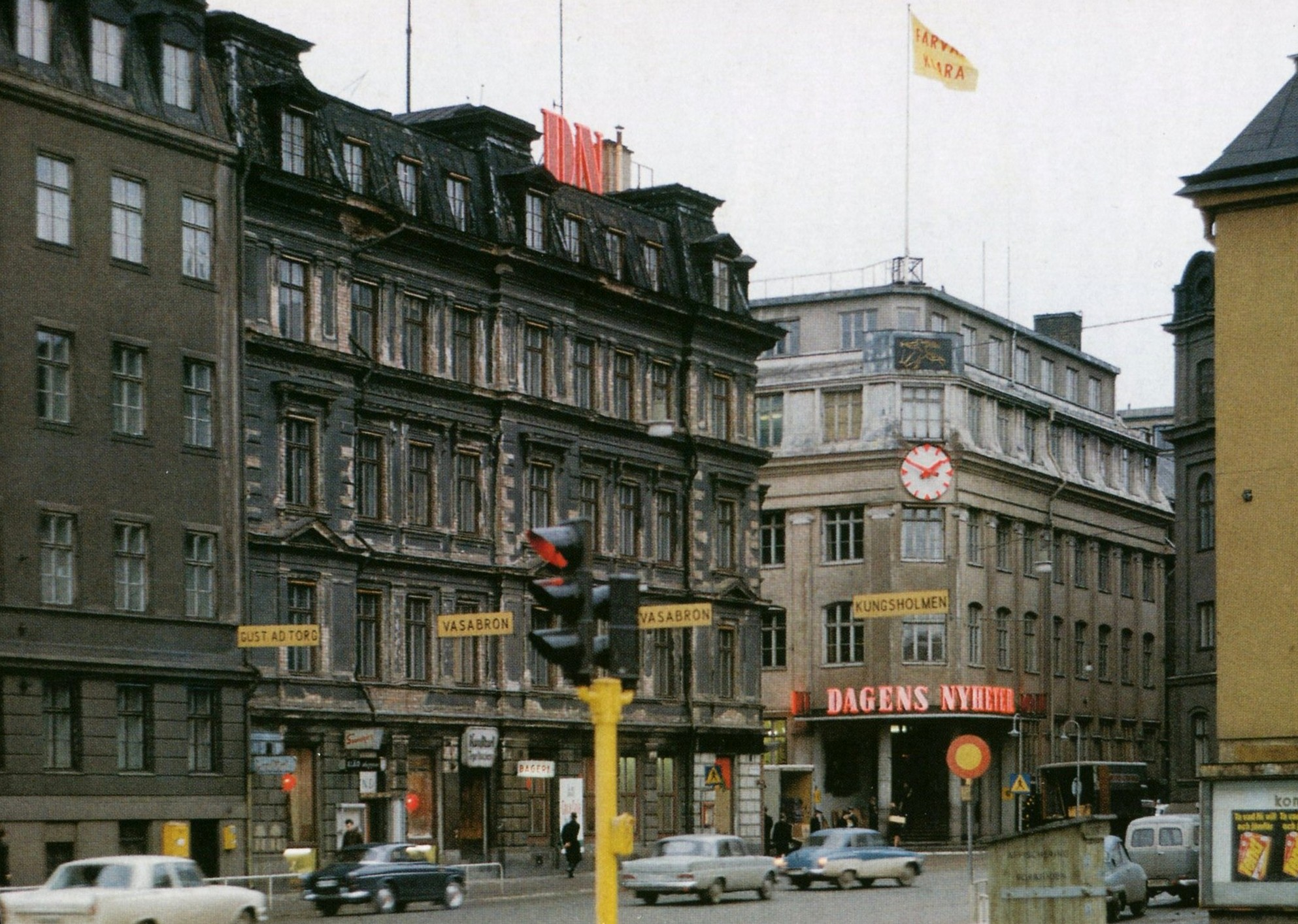
DN:s gamla tidningshus, 1964.

- Dagens Nyheter låg på Klara västra Kyrkogata 6
- Svenska Dagbladet låg på Karduansmakargatan 11
- Stockholms-Tidningen och Aftonbladet låg på Vattugatan 12 (revs först 1989)
- Arbetaren låg på Klara västra kyrkogata 17
- Expressen låg på Klara södra kyrkogata 7
- Svenska Morgonbladet låg på Klarabergsgatan 58
- Tidningarnas Telegrambyrå låg vid Tegelbacken 1922–1960

## Kvarter i Klara (urval)

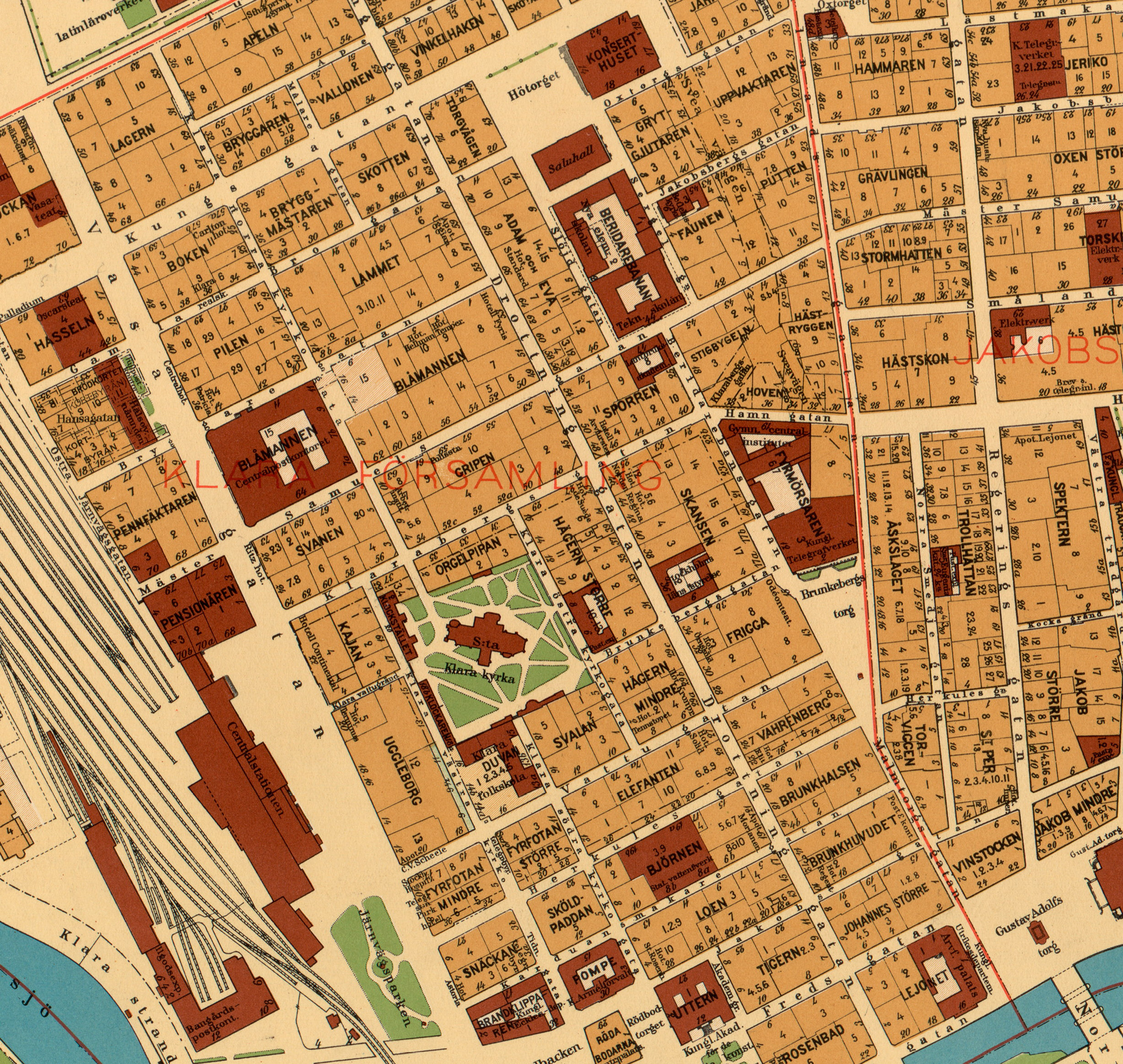
Kvarter i Klara församling runt Klara kyrka, 1930-tal.

- Kvarteret Adam och Eva
- Kvarteret Björnen och Loen
- Kvarteret Blåmannen
- Kvarteret Brunkhalsen
- Kvarteret Brunkhuvudet
- Kvarteret Duvan
- Kvarteret Elefanten
- Kvarteret Gripen
- Kvarteret Hägern
- Kvarteret Johannes större
- Kvarteret Lammet
- Kvarteret Orgelpipan
- Kvarteret Rosenbad
- Kvarteret Skansen
- Kvarteret Snäckan
- Kvarteret Svalan
- Kvarteret Tigern
- Kvarteret Wahrenberg